# Hyalonema vosmaeri
Hyalonema vosmaeri är en svampdjursart som beskrevs av Isao Ijima 1927. Hyalonema vosmaeri ingår i släktet Hyalonema och familjen Hyalonematidae. Inga underarter finns listade i Catalogue of Life.